# Thymio

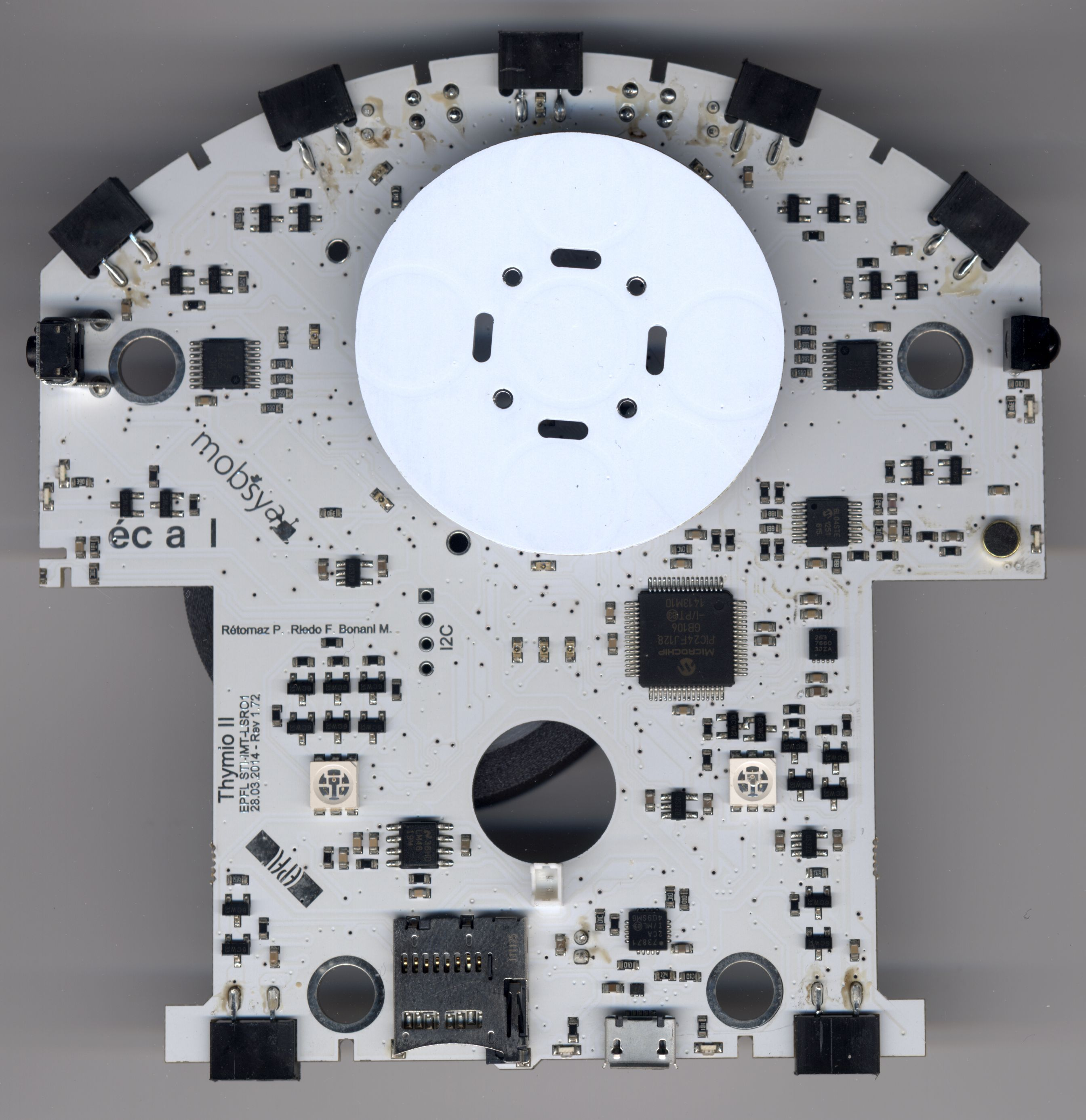
Thymio II motherboard

Thymio II est un robot éducatif open source qui a été créé à l'école polytechnique fédérale de Lausanne (EPFL) en collaboration avec l'école cantonale d'art de Lausanne (ECAL) en 2011. Le projet Thymio a pour objectif de rendre la découverte de l'informatique et de la technologie accessible à un large public en particulier les enfants.
Pour programmer Thymio, il existe différents langages : Aseba Studio, Thymio VPL, Scratch ou Blockly4Thymio.

## Origine du nom
Dans sa version initiale, Thymio était formé d'un module capteur, de deux modules moteurs et un module processeur/batterie qui pouvaient être montés sur n'importe quel objet pour le robotiser, en lui permettant de percevoir des obstacles et se déplacer. Ces modules permettaient en quelques sorte d'animer les objets. Pour cette raison il a été appelé Thymio, en se basant sur le terme grec thymós (« cœur, âme, vie »).

## Historique
Une première version de Thymio a vu le jour en 2008 et a été notamment présentée au Festival de robotique. Cette version était modulaire et contenait trois comportements pré-programmés. 

### Articles de journaux et revues
- 24 heures ,
- 24 heures ,
- Le Temps ,
- Le Temps ,
- 20 minutes ,
- Bulletin de la SENS: Thymio pour l'introduction de robots à l'école